# Cymothoa
Cymothoa ist eine Gattung an Fischen parasitierender Asseln. Die Art Cymothoa exigua ist der erste Parasit, für den gezeigt wurde, dass er einen zerstörten Körperteil, die Zunge des parasitierten Fisches, funktionell ersetzen kann.

## Merkmale
Das Cephalon der Cymothoa-Arten ist meist deutlich in das erste Peraeonsegment eingesenkt. Die ersten Antennen sitzen weit auseinander und haben keinen vergrößerten ersten Abschnitt. Die vorderen Platten der Coxae erreichen nicht die hinteren Ränder der entsprechenden Peraeonsegmente, was die hinteren Platten tun. Die ersten drei Peraeopoden sind kürzer als die folgenden vier, die Kiele an ihren Basen aufweisen. Das Pleon ist deutlich schmaler als das Paereon und in dieses eingesenkt, seine Segmente werden nach hinten zunehmend länger und breiter. Der gesamte Körper ist gewöhnlich nicht seitlich verdreht.

## Arten
Die Gattung umfasst etwa 40 Arten:
- Cymothoa asymmetrica  Pillai, 1954
- Cymothoa borbonica  Schioedte & Meinert, 1884
- Cymothoa brasiliensis  Schioedte & Meinert, 1884
- Cymothoa bychowskyi  Avdeev, 1979
- Cymothoa caraibica  Bovallius, 1885
- Cymothoa carangii  Avdeev, 1979
- Cymothoa carryensis  Gourret, 1892
- Cymothoa cinerea  Bal & Joshi, 1959
- Cymothoa curta  Schioedte & Meinert, 1884
- Cymothoa dufresni  Leach, 1818
- Cymothoa elegans  Bovallius, 1885
- Cymothoa epimerica  Avdeev, 1979
- Cymothoa eremita  (Brunnich, 1783)
- Cymothoa excisa  Perty, 1833
- Cymothoa exigua  Schioedte & Meinert, 1884
- Cymothoa eximia  Schioedte & Meinert, 1884
- Cymothoa frontalis  H. Milne-Edwards, 1840
- Cymothoa gadorum  Brocchi, 1875
- Cymothoa gerris  Schioedte & Meinert, 1884
- Cymothoa gibbosa  Gourret, 1892
- Cymothoa globosa  Schioedte & Meinert, 1884
- Cymothoa guadeloupensis  Fabricius, 1793
- Cymothoa ianuarii  Schioedte & Meinert, 1884
- Cymothoa ichtiola  (Brunnich, 1764)
- Cymothoa indica  Schioedte & Meinert, 1884
- Cymothoa liannae  Sartor & Pires, 1988
- Cymothoa limbata  Schioedte & Meinert, 1884
- Cymothoa nigropunctata  Risso, 1816
- Cymothoa oestrum  (Linnaeus, 1758)
- Cymothoa paradoxa  Haller, 1880
- Cymothoa parupenei  Avdeev, 1979
- Cymothoa plebeia  Schioedte & Meinert, 1884
- Cymothoa propria  Avdeev, 1979
- Cymothoa pulchrum  Lanchester, 1902
- Cymothoa recta  Dana, 1853
- Cymothoa rhina  Schioedte & Meinert, 1884
- Cymothoa rotunda  Avdeev, 1979
- Cymothoa rotundifrons  Haller, 1880
- Cymothoa scopulorum  (Linnaeus, 1758)
- Cymothoa selari  Avdeev, 1978
- Cymothoa slusarskii  Rokicki, 1986
- Cymothoa truncata  Schioedte & Meinert, 1884
- Cymothoa vicina  Hale, 1926